# Johannes Ryhiner
 (juin 2010).
Si vous disposez d'ouvrages ou d'articles de référence ou si vous connaissez des sites web de qualité traitant du thème abordé ici, merci de compléter l'article en donnant les références utiles à sa vérifiabilité et en les liant à la section « Notes et références ».
Johannes Ryhiner, né le 25 septembre 1728 et mort à Bâle le 25 mai 1790, est l'auteur d'un manuscrit manufacturier très utilisé dans l'art de l'indiennage. 

## Biographie
En 1766, Johannes Ryhiner entame la rédaction de ce manuscrit qu'il l'intitule : Traité sur la fabrication et le commerce des toiles peintes commencés en 1766 et fini l'année ... par Jean Ryhiner. Ce travail d'écriture se poursuit pendant plus de quinze ans, sur 300 pages - pour les 5/6 en français et pour le 1/6 restant en allemand.
Sa grand-mère est la veuve Emanuel Ryhiner, qui, dans les dernières années du XVIIe siècle, gère à Bâle un commerce de toiles peintes en provenance des Indes et de toiles imprimées en Hollande, pour le marché suisse. 
Son père Samuel Ryhiner est envoyé dans sa vingtième année en Hollande pour y apprendre l'art de l'indiennage et devient l'un des premiers industriels de la suisse alémanique, en créant en 1716 à Bâle une fabrique qui jouera un rôle important dans l'histoire des indiennes de coton en Europe, par la diffusion de techniques venues de Hollande, et qu'il va transmettre à des industriels français, dont ceux qui créent 40 ans après la toile de Jouy.